# Солароло (Бреша)
Солароло је насеље у Италији у округу Бреша, региону Ломбардија.
Према процени из 2011. у насељу је живело 3614 становника. Насеље се налази на надморској висини од 115 м.